# Philipp Hermann Passavant
Philipp Hermann Passavant (* 5. April 1819 in Frankfurt am Main; † 4. August 1889 ebenda) war Kaufmann aus der Frankfurter Linie der Familie Passavant.

## Leben
Philipp Hermann Passavant war der Sohn des Frankfurter Handelsmanns Samuel Passavant und dessen Ehefrau Maria Elisabeth geborene Ziegler (1793–1856). Passavant, der evangelisch-reformierter Konfession war, heiratete am 23. Juni 1846 in Frankfurt am Main Sophie Friederike Heyder (* 21. Mai 1823; † 1895), die Tochter des Kaufmanns Georg Friedrich Peter Heyder (1788–1860) und dessen Ehefrau Catharina Augusta geborene Meyer (1791–1863), der Tochter von Johann Georg von Meyer. Aus der Ehe gingen folgende Kinder hervor:
- Maria Helene Andreae (1848–1920), verheiratet mit Jean Valentin Andreae (1841–1915), Präsident der Bank für Handel und Industrie
- Auguste Mathilde Passavant (1849–1861)
- Mathilde Helene Rittner (* 1850)
- Richard von Passavant (1852–1923), Handelskammer-Präsident in Frankfurt am Main
- Friederike Adelheid Kolligs
- Bertha Passavant
- Ida Neher
- Georg Oskar von Passavant (1862–1939), Kaufmann in New York, verheiratet mit Margarete Schmidt
- Gustav Hermann von Passavant (1872–1958), Kaufmann und Konsul in Frankfurt am Main, 1906 Kgl. Preuß. Adelsstand

Philipp Hermann Passavant war von 1837 bis 1889 Inhaber der Samt- und Seidenwarengroßhandlung Gebr. Passavant, Frankfurt am Main, seit 1870 im Haus Roßmarkt 1 (Heuer'sches Haus). Von 1862 bis 1889 war er Mitglied und 1884 bis 1889 Vizepräsident der Frankfurter Handelskammer. 1885 wurde er in den Volkswirtschaftsrat gewählt.
Er wurde mit dem Titel eines Geheimen Kommerzienrates ausgezeichnet.